# كارل أ. فوكس
كارل أ. فوكس (بالإنجليزية: Karl A. Fox)‏ هو اقتصادي أمريكي، ولد في 14 يوليو 1917 في مدينة سولت ليك في الولايات المتحدة، وتوفي في 20 أبريل 2008 في أيمز في الولايات المتحدة.